# 佩特羅-馬爾基夫卡
49°0′26″N 29°40′0″E / 49.00722°N 29.66667°E
彼得羅-馬爾基夫卡（烏克蘭語：Петро-Марківка），是烏克蘭西南部的村落，隸屬文尼察州的海辛區。該村始建於1932年，面積0.56平方公里，海拔高度223米，2001年人口45，人口密度每平方公里80.36人。